# Klášterec (Olšany)
Klášterec (německy Klösterle) je částí obce Olšany v okrese Šumperk.

## Název
Vesnice vznikla spolu s benediktinským klášterem Janua vitae sanctae Mariae, který zanikl ve druhé polovině 15. století. Od sousedství s klášterem získala vesnice své jméno.

## Historie
První písemná zmínka o obci pochází z roku 1349.

## Rodáci
• Jan Alois Kubíček (1857 – 1929), ř. k. kněz, vysvěcen 1880, ThDr., od r. 1892 řádný profesor pastorální teologie v Olomouci, od r. 1921 sídelní kanovník v olomoucké kapitule a papežský prelát. Pohřben v Olomouci.

## Kulturní památky
V katastru obce jsou evidovány tyto kulturní památky:
- kostel Zvěstování Panny Marie s areálem - v jádru gotická stavba ze 14. století s nepatrnými zbytky gotického kláštera, součástí areálu je také:
  - hřbitovní brána a ohradní zeď z 19. století